# 李殷相
李 殷相（イ・ウンサン、이은상、1903年 - 1982年）は韓国の詩人である。慶尚南道の昌原出身。本貫は全州李氏。

## 略歴
雅号は鷺山である。1903年10月22日、馬山で生まれる。1920年、延禧専門学校に入学して2年を修学してから、日本の早稲田大学へ留学した。1928年、帰国して「朝鮮語辞書編纂委員会」で働く。韓国固有の詩である時調の現代化に貢献して、李秉岐とは双璧を成しながら詩調の一つの類型を完成させた。
彼の作品のほとんどは、曲になって歌曲として歌われるほど、伝統の詩調形式を現代的なリズムでとしてうまく消化させている。このような点は、李秉岐とは異なる特徴でもある。

## 受賞歴
- 1964年、文学功労賞
- 1969年、ハングル功労賞
- 1973年、5.16民族賞
- 1977年、大韓民国建国褒章

## 主な作品
- 1932年、『가고파』(行きたい)[3]
- 1936年、『무상』(無常)
- 1951年、『민족의 맥박』(民族の脈拍)
- 1962年、『피 어린 육백리』(血の滲んだ六百里)
- 1966年、『철도의 노래』(鉄道の歌)